# 巴茲爾·古德
巴茲爾·約翰·古德（英語：Basil John Gould，也譯為「柏斯爾·古德」，暱稱B. J.。1883年12月29日—1956年12月27日）是1935年至1945年英國駐錫金、不丹和西藏的政務官，英屬印度對西藏政策的主要執行者。重要著作有《十四世達賴喇嘛的尋找、認定和登基》。

## 事蹟
他的父親查爾斯是御用大律師及太平紳士。他於1883年在英格蘭出生，從溫徹斯特公學和牛津大學新學院畢業。他於1907年離開倫敦到英屬印度外交部工作。

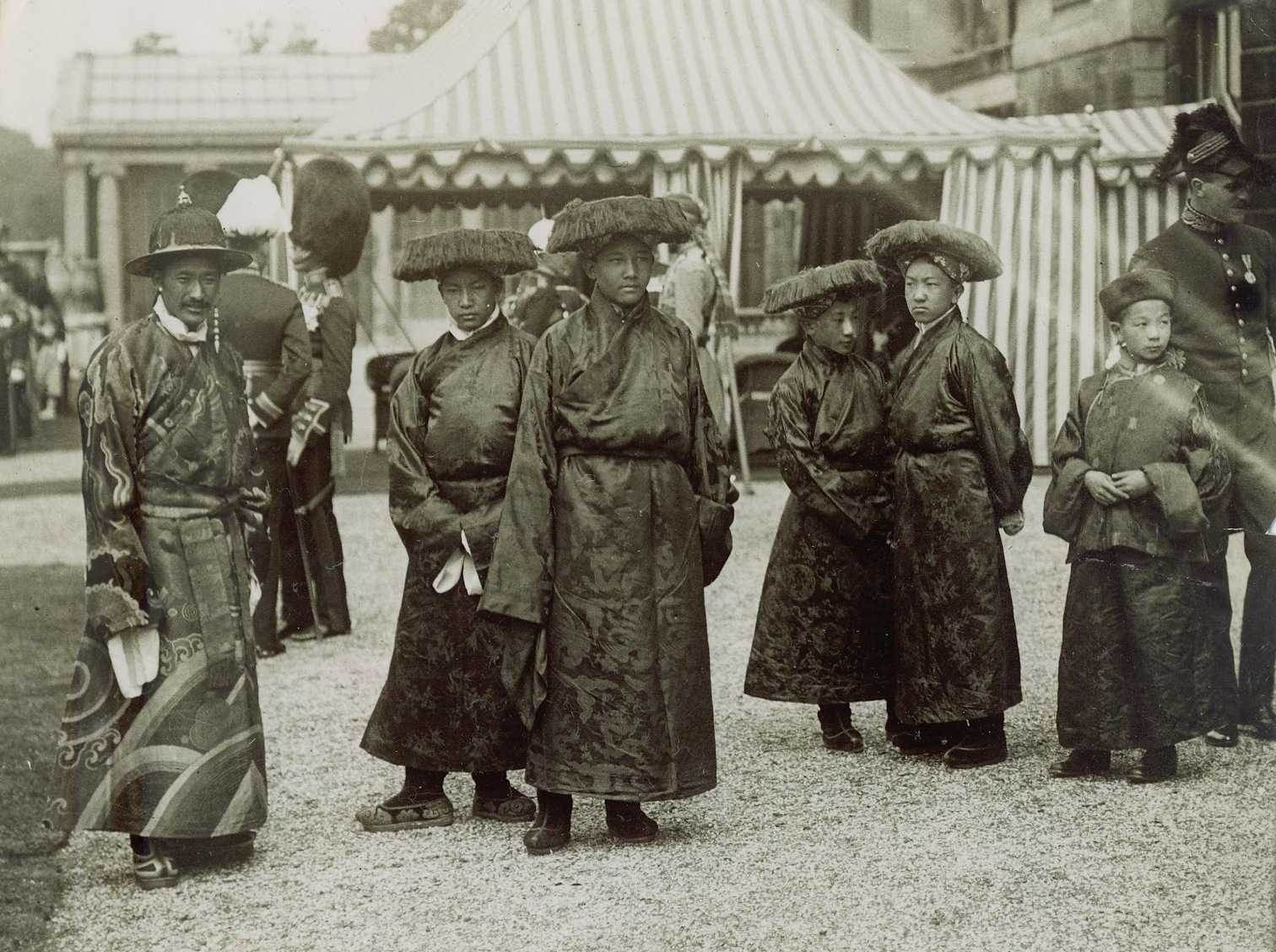
1913年龍廈·多吉次傑與四個拉格比公學男孩在晉見喬治五世後攝。最右為古德。

他於1912年至1913年擔任英國駐江孜商務專員。第十三世達賴喇嘛於1912年希望西藏一些“精力充沛、聰明、出身好”的男孩能在牛津大學獲得“世界級的教育”，結果四名年輕男孩（强俄巴·仁增多吉、門仲·齊洛貴木桑、吉普·旺堆羅布、果卡爾瓦·索朗木貢布四人被稱為“四個拉格比公學男孩”）被選中。印度政府於1913年4月決定即將回到英國的古德應該協助這四人前往英國，並在他們抵達英國的前幾個星期幫助他們。
1922年，古德獲得喬治五世頒發印度帝國三等勳章（CIE）。
1926年，古德被派往阿富汗喀布爾的英國大使館。他在1928-1929年阿富汗內亂時，大力協助大使館撤離婦孺。後來他先後在古勒姆特區，馬拉坎和瓦濟里斯坦任職，1933年到俾路支省任職。1935年奎達地震時，他因為救助傷者險些喪生。

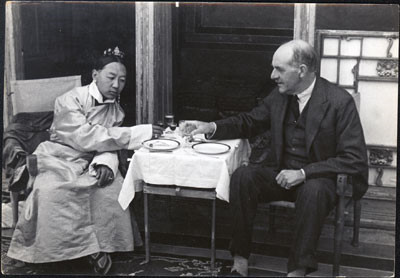
1936年古德與噶廈司倫朗顿·贡嘎旺秋在拉萨德吉林卡共進午餐

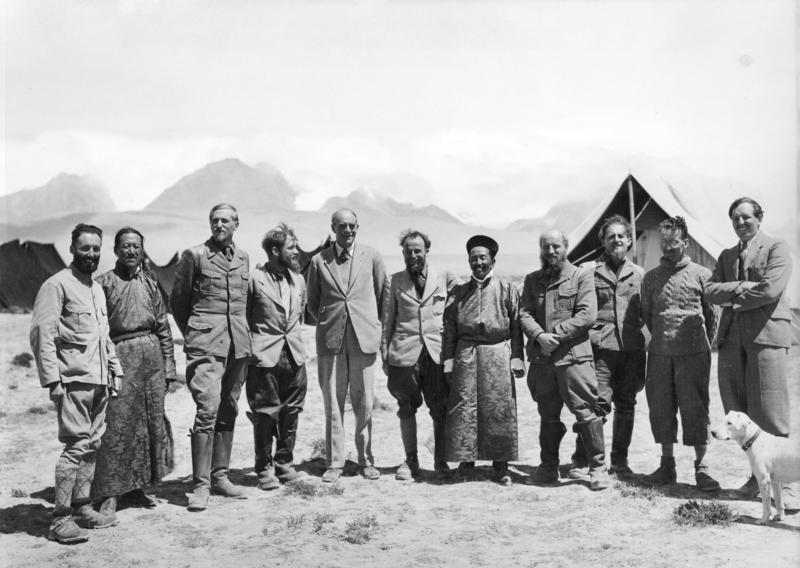
1938年古德與德國的恩斯特·舍費爾探險隊在錫金甘托克合影

1936年8月，古德率領一個代表團前往拉薩，成員包括他的私人秘書斯潘塞·查普曼，英國陸軍菲利普·尼姆准將，兩名英國英國皇家通訊部隊的電報員，一名軍醫和駐江孜商務代表黎吉生。代表團與西藏政府進行談判，討論第九世班禪喇嘛返回西藏的可能性。古德還討論了英國對拉薩的軍事援助。古德試探在拉薩設立英國辦事處的可能性，但遭西藏政府拒絕。1936年9月7日，古德與菲利普·尼姆准將檢閱駐守拉薩扎基監獄藏軍的演習。古德1937年2月17日率團離開拉薩，但留下駐江孜商務代表黎吉生，黎吉生配備了收音機，可以與英國保持聯繫。代表團與藏人建立了友誼，並且以許多照片、日記與影片記錄了當時的西藏。1947年8月印度獨立後，代表團改為印度駐拉薩代表團。他於1939年被英國國王喬治六世授與大英帝國司令勳章（CBE）
1940年，古德在拉薩參加了第十四世達賴喇嘛坐床典禮。:3他為年輕的達賴喇嘛帶來的禮物是Meccano模型玩具。他將參加達賴喇嘛坐床典禮的見聞紀錄成書，於1941年出版，西藏檔案文獻圖書館於2000年出版的一本記載十四世達賴喇嘛坐床的著作收錄了此文。古德關於坐床典禮的記載與中方頗有出入，如藏方雖然禮遇國民政府蒙藏委員會主任吳忠信，但吳在坐床典禮中的角色只是觀禮，並非主持。:325-329他於1941年被封為騎士。
古德率領英國代表團於1944年8月到達拉薩，9月與噶廈官員會面，討論西藏自治的問題。攝政表示西藏希望自治，要求英國全力支持。古德則在向英國外交部請示後，回覆英國希望西藏自治，在僅限於外交支持，無法保證軍事上的支援。:406–412古德也代表英國希望西藏重新確認以麥克馬洪線為本畫定邊界，以南的達旺地區可歸西藏，西藏則指出位於麥克馬洪線以南的東北邊境特區過去由西藏實質控制，希望一兩年內不改變現狀，中藏問題解決後再談。劃界談判因此無果。:413-417代表團於1945年幫助拉薩開辦了一所學校，但在西藏宗教當局的壓力下很快關門了。

## 個人生活
1921年9月14日，古德在休假回到英國時與洛林·麥克唐納（1898年-1935年）結婚。他們生了兩個兒子。洛林于1935年在俾路支省去世。其子查爾斯于1944年4月4日在多塞特郡海邊參加諾曼第戰役的預演，結果他所乘坐的瓦倫丁DD戰車因風浪太大而沈沒，共有六人淹死。軍方因此做出改變，登陸日該戰車在淺水處才靠本身動力前進。現在多塞特郡岸邊有他與五名戰友的紀念碑。另一子理查曾在英國任寄宿學校校長。:87
古德的第二任妻子塞西莉是懷特島郡雅各福斯的C. H. 布倫特-顧德上校的女兒。他與塞西莉有一個兒子。他在索倫特皇家遊艇俱樂部以自己的遊艇Genesta號參加比賽，通常成績不錯，並且擔任俱樂部主席。

## 著作
- Basil John Gould. . Chatto & Windus. 1957.
- Basil Gould. . Tharchin. 1949.
- B. J. Gould. . The Geographical Magazine. October 1946, 19: 246–258.
- Sir Basil John Gould; Hugh Richardson. . London: Oxford University Press. 1943.
- Sir Basil Gould, C.M.G., C.I.E.; Hugh Edward Richardson.  [《藏語詞彙》]. Oxford University Press. 1943.
- Sir Basil John Gould; Hugh Richardson. . London: Oxford University Press. 1943. ASIN B006M0NMY8.
- B. J. Gould.  [《十四世達賴喇嘛的尋找、認定和登基》]. New Delhi: Government of India Press. 1941年. OCLC 215062434收錄於Khe-smad Bsod-nams-dbaṅ-ʼdus; Sir Basil John Gould; Hugh Edward Richardson.  (PDF). Library of Tibetan Works & Archives. 2000  [2018-08-22]. ISBN 978-81-86470-28-2. （原始内容 (PDF)存档于2018-08-23）.